# Unité urbaine d'Excideuil
L'unité urbaine d'Excideuil est une unité urbaine française de la région Nouvelle-Aquitaine, centrée sur la ville d'Excideuil, ancien chef-lieu du canton d'Excideuil de 1790 à 2015, et devenue à cette date le bureau centralisateur du canton d'Isle-Loue-Auvézère, dans le département de la Dordogne.

## Géographie
Dans le quart nord-est du département de la Dordogne, l'unité urbaine d'Excideuil s'étend principalement d'est en ouest sur quatre kilomètres, entre Saint-Médard-d'Excideuil et Saint-Martial-d'Albarède, le long de la route départementale (RD) 705 et de la Loue, ainsi que vers le nord, le long de la RD 67 et du Pontillou, un ruisseau affluent de la Loue).

## Données globales
En 2010, l'unité urbaine (l'agglomération) d'Excideuil n'avait pas été définie par l'Insee.
En 2020, l'Insee a procédé à une révision de la délimitation des unités urbaines et a fait ressortir l'unité urbaine d'Excideuil, composée de quatre communes du département de la Dordogne, comprises dans l'arrondissement de Nontron.

| Nom                      | Code Insee | Statut | Superficie (km2) | Population (dernière pop. légale) | Densité (hab./km2) |
| ------------------------ | ---------- | ------ | ---------------- | --------------------------------- | ------------------ |
| Excideuil                | 24164      |        | 5,02             | 1 195 (2022)                      | 238                |
| Clermont-d'Excideuil     | 24124      |        | 9,99             | 248 (2022)                        | 25                 |
| Saint-Martial-d'Albarède | 24448      |        | 10,28            | 485 (2022)                        | 47                 |
| Saint-Médard-d'Excideuil | 24463      |        | 18,35            | 545 (2022)                        | 30                 |

L'ensemble des quatre communes forme un territoire de 43,64 km2 avec une densité de 57 hab. km2 en 2022.

## Évolution démographique
L'évolution démographique ci-dessous concerne le périmètre de l'unité urbaine défini en 2020.
| 1968  | 1975  | 1982  | 1990  | 1999  | 2006  | 2011  | 2016  | 2022  |
| ----- | ----- | ----- | ----- | ----- | ----- | ----- | ----- | ----- |
| 3 036 | 2 942 | 2 808 | 2 728 | 2 596 | 2 650 | 2 478 | 2 423 | 2 473 |

Histogramme

(élaboration graphique par Wikipédia)